# Krzysztof Soszynski
Krzysztof Soszynski, född 2 augusti 1977 i Stalowa Wola, är en polsk-kanadensisk före detta MMA-utövare som 2008–2011 tävlade i organisationen Ultimate Fighting Championship.

## Tävlingsfacit (UFC)
| Resultat | Facit   | Motståndare    | Metod                       | Evenemang                     | Datum            | Rond | Tid  | Plats      | Notering |
| -------- | ------- | -------------- | --------------------------- | ----------------------------- | ---------------- | ---- | ---- | ---------- | -------- |
| Förlust  | 26–12–1 | Igor Pokrajac  | KO (slag)                   | UFC 140                       | 10 december 2011 | 1    | 0:35 | Toronto    |          |
| Vinst    | 26–11–1 | Mike Massenzio | Domslut (enhälligt)         | UFC 131                       | 11 juni 2011     | 3    | 5:00 | Vancouver  |          |
| Vinst    | 25–11–1 | Goran Reljić   | Domslut (enhälligt)         | UFC 122                       | 13 november 2010 | 3    | 5:00 | Oberhausen |          |
| Förlust  | 24–11–1 | Stephan Bonnar | TKO (slag)                  | UFC 116                       | 3 juli 2010      | 2    | 3:08 | Las Vegas  |          |
| Vinst    | 24–10–1 | Stephan Bonnar | TKO (matchläkaren avbryter) | UFC 110                       | 20 februari 2010 | 3    | 1:04 | Sydney     |          |
| Förlust  | 23–10–1 | Brandon Vera   | Domslut (enhälligt)         | UFC 102                       | 29 augusti 2009  | 3    | 5:00 | Portland   |          |
| Vinst    | 23–9–1  | André Gusmão   | KO (slag)                   | UFC 98                        | 23 maj 2009      | 1    | 3:17 | Las Vegas  |          |
| Vinst    | 22–9–1  | Brian Stann    | Submission (kimura)         | UFC 97                        | 18 april 2009    | 1    | 3:53 | Montréal   |          |
| Vinst    | 21–9–1  | Shane Primm    | Submission (kimura)         | The Ultimate Fighter 8 Finale | 13 december 2008 | 2    | 3:27 | Las Vegas  |          |